# Stanley A. McChrystal

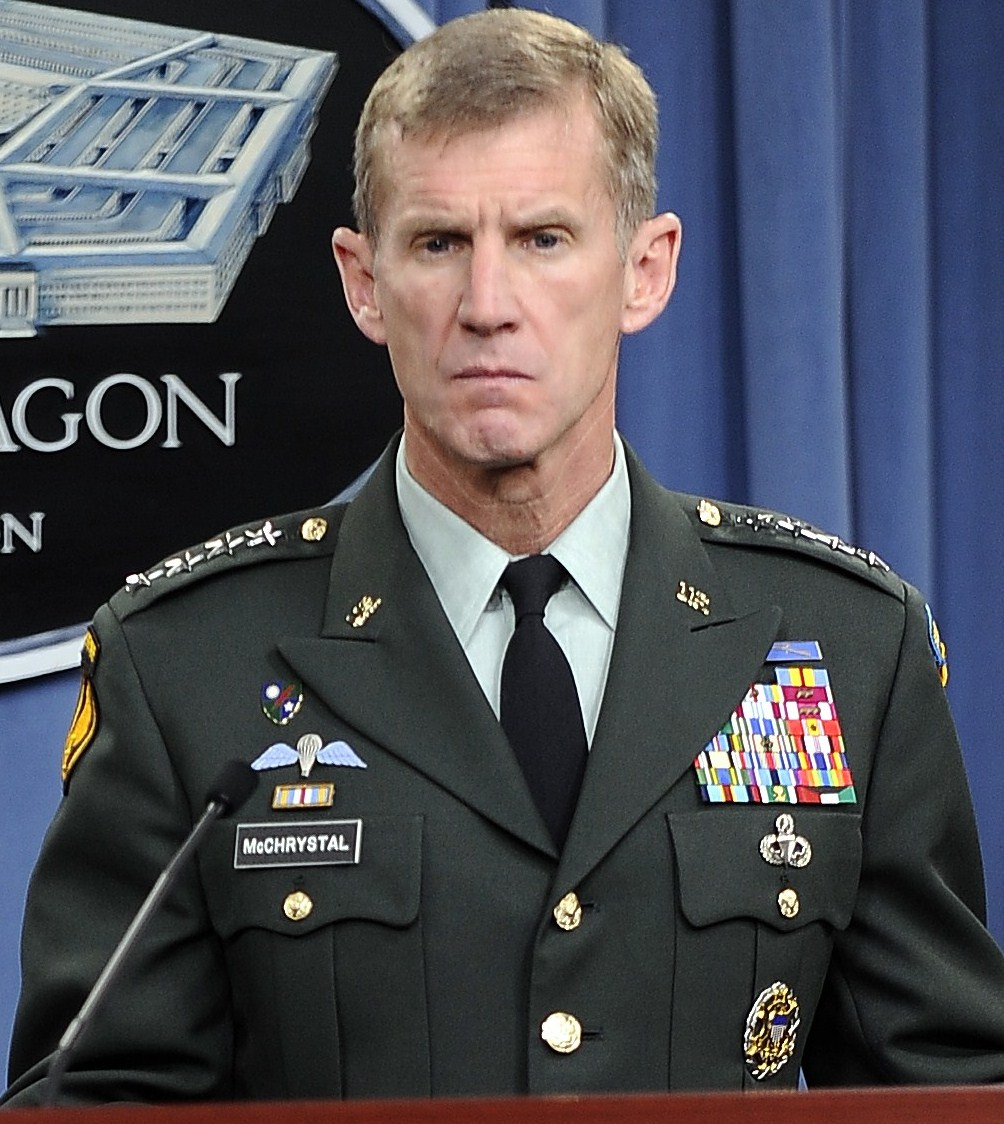
Stanley A. McChrystal

Stanley Allen McChrystal, född 14 augusti 1954 på Fort Leavenworth, Kansas, är före detta fyrstjärnig amerikansk general. McChrystal var från 15 juni 2009 till 23 juni 2010 befälhavare över den internationella ISAF-styrkan i Afghanistan och ledde 2003-2008 specialstyrkan Joint special operations command i Irak. Han är gift och har en vuxen son. 
McChrystal är känd för att vara hård och spartansk och blev intervjuad av tidningen Rolling Stone i numret som ges ut den 25 juni 2010. I denna intervju gick han ut med många negativa kommentarer om Obama-regeringen, bland annat om vicepresidenten Joe Biden och Obamas närmaste rådgivare. När tidningsartikeln blev känd den 22 juni kallades han därför hem till Washington, D.C. och Vita Huset . General McChrystal avskedades den 23 juni 2010 och ersattes på sin post av general David Petraeus.